# Ceratorhiza pernacatena
Ceratorhiza pernacatena é uma espécie de fungo pertencente à família Ceratobasidiaceae.